# Communauté des communes de la Côte Ouest
La Communauté des communes de la Côte Ouest (CCCO) est une ancienne communauté de communes française, située dans le département français d'outre-mer de La Réunion.
Son siège se trouvait à Saint-Paul.

## Historique
Cette communauté de communes a été créé le 27 décembre 1996, à la suite de l'approbation des conseils municipaux concernés et le dépôt des statuts à la sous-préfecture de Saint-Paul.
La Communauté de communes de la Côte Ouest a depuis été remplacée le 31 décembre 2001 par l'actuelle Communauté d'agglomération du Territoire de la Côte Ouest (TCO), où les ont rejointes les communes du Port et de La Possession d'une autre communauté de commune et qui n'ont pas intégré la nouvelle CIVIS.

## Territoire communautaire

### Composition
La communauté d'agglomération est composée des  communes suivantes :

| Nom                | Code Insee | Gentilé        | Superficie (km2) | Population (dernière pop. légale) | Densité (hab./km2) |
| ------------------ | ---------- | -------------- | ---------------- | --------------------------------- | ------------------ |
| Saint-Paul (siège) | 97415      | Saint-Paulois  | 241,28           | 106 220 (2022)                    | 440                |
| Saint-Leu          | 97413      | Saint-Leusiens | 118,37           | 35 597 (2022)                     | 301                |
| Les Trois-Bassins  | 97423      |                | 42,58            | 7 113 (2022)                      | 167                |

### Démographie
| 1967 | 1974 | 1982 | 1990 | 1996 | 1999 | 2000 |
| ---- | ---- | ---- | ---- | ---- | ---- | ---- |
| -    | -    | -    | -    | -    | -    | -    |

## Administration

### Siège
Le siège de la communauté de communes était situé à Saint-Paul.

### Les élus
Le conseil communautaire de la communauté de commune se composait de 15 conseillers, représentant chacune des communes membres et élus pour une durée de six ans.
Ils étaient répartis comme suit :
| Nombre de conseillers | Communes          |
| --------------------- | ----------------- |
| 7                     | Saint-Paul        |
| 5                     | Saint-Leu         |
| 3                     | Les Trois-Bassins |

### Présidence
| Période                                  | Période | Identité | Étiquette | Qualité |
| ---------------------------------------- | ------- | -------- | --------- | ------- |
| Les données manquantes sont à compléter. |         |          |           |         |